# Тај Нињ
Тај Нињ (виј. Tây Ninh) је једна од 58 покрајина Вијетнама. Налази се у региону Југоисток (Вијетнам). Заузима површину од 4.035,9 km². Према попису становништва из 2009. у покрајини је живело 1.066.513 становника. Главни град је Tây Ninh.